# 印地
印地（いんじ）は、日本で石を投擲することによって対象を殺傷する戦闘技術、行為、行事である。手で投げることを始めとして、投石器を使用するもの、日本手ぬぐいや畚（もっこ）をもってそれに代用するもの、女性が領巾（ひれ）を使用するもの、砲丸投げのように重量のある物を投げつけるもの、など様々な形態があった。
また投石技術でこの技術に熟達した者を、印地打ち（印地撃ち）、印地使い（印地遣い）等とも呼んだ。印地の使い手を印地と呼んだり、技術や行為を印地打ちと呼ぶこともある。印字、因地、伊牟地とも書かれる。

## 歴史
日本における石を用いた投弾・飛礫は、弥生時代を通じて見られ、この時期の出土品は北部九州に多く、また土製も見られる。民族例では、棒や紐による遠心力を利用して、射程が100メートルを超え、上達すると350 - 450メートルも飛ばせる。先史時代の朝鮮半島でも同様に石製と土製が見られる（前同）。投弾用石器の近くからはアホウドリなどの群鳥の骨が出土することもあり、狩猟用の可能性もある。
文献上、「印地」の語が表れるのは、『平家物語』巻八の「向かえ飛礫、印地」であるが、「飛礫（つぶて）」の語の方が古く、10世紀後半成立の『宇津保物語』内の「かかる飛礫どもして方々にぞ、打たせ給へる」がある。諸説あるものの、印地の語源については、「石打ち」の略とされる。これ以前にも、律令時代では、人力ではなく、てこの原理を利用した投石機（いわゆる匙の形をしたカタパルト）として、「抛石（ほうせき、抛は「ほうる」の意）」が見られる ことから、投石が戦場で利用されていたことがわかる（人力の投石器と違い、構造物の破壊を目的とする）。
白河天皇期（11世紀）においては、僧兵が強訴の手段の一つで、神意をあらわすものとして、飛礫が飛んだ。飛礫を人為ならざるものに因を求める考え方として、天狗礫がみられる。
13世紀となると、京都では職能民としての飛礫を打つ「印地の党」がみられるようになる。網野善彦は著書『東と西の語る 日本の歴史』において、弓矢の道が発展した東国に対し、飛礫といった投石は、「西国的な兵法」とする（後述、同時代の東国では石合戦が規制されていた影響もある）。
戦争以外の規制については、鎌倉時代（13世紀）の関東では武家法によって規制化が進んだが、京では遅れていたことが『吾妻鑑』に記述されている（石合戦の脚注も参照）。
戦国時代における例としては、京の祇園会（祇園祭）は現代と違って殺伐としており、荒々しい雰囲気の中で行われるのが常であり、印地打ち・飛礫などに伴った喧嘩・刃傷がのべつ起こった とされ、祭に際して喧嘩の原因となっている。
近世江戸期の『和漢三才図会』（上・寺島良安編 東京美術）の「兵器」の項には、飛礫は「豆布天」とも記すとし、長さ5尺（150センチメートルほど）の竹の先に縄をつないだ投石器（守城用）の説明と図が見られ、近世では禁令停止されているとする。近世において、全国的に禁令になった理由として、京都の三条河原などで賀茂川をはさみ、子供達が印地打ちをしているところへ、賀茂の競馬の帰りの人が仲間に加わって、大騒ぎとなったため、寛永年間（1624 - 1643年）になり、禁令が出されたとされる。

## 石
弥生期の投弾用の石は、形状としてはラグビーボールを小さくしたもので、長さ3 - 5センチメートル、幅2 - 3センチメートル、重さにして、20 - 30グラム。
軍用に加工した飛礫種は、約3寸（約9cm）の平たい丸石で縁欠いてある。
上泉信綱伝の『訓閲集』（大江家兵法書を戦国風に改めた兵書）巻五「攻城・守城」における石打ちの記述として、小さい物は1人2つ持ち、大きい物は1つ持ち、丸石がよいとある。

## 技法
手で投擲することに関しては、野球の投手を見ればわかる通り、それだけで脅威であるが、西洋のものと同様の投石器を使用する場合は、布の両端に紐を付けたものを使用し、片方の紐を手首に縛り、もう片方は同じ手に握る。中央の布部分に手頃な石を包み、頭上でそれを回転させる（身体の脇で回転させる技法もある）。十分に速度がついたところで手を放すと、加速された石が弾丸のように飛んでいく。
投石器自体は手首に縛り付けてあるので手元に残り、新たな石を挟むことで、即座に次の石を投擲出来る。
簡単なものでは、日本手ぬぐいなどでそのまま代用出来たらしく、戦場以外でも喧嘩や抗争に多用された記録が残っている。
ちなみに、投擲する方法以外にも、近距離では分銅術として使用する方法や、石を紐で縛ったものを大量に用意しておくことで次々に投げつける方法、また、現在でいうハンマー投げのように大きなものを投げつける方法などもある。微塵の接近戦と同じように、投げずに搦めて捕縛する目的で、女性の領巾と小豆が入った小袋の錘がセットで用いられる護身術もあり、幾つかの神社で神事として伝承されている。

## 使われ方
合戦においては、そのローコストさで非常に使いやすかったらしく（河原にいけば、簡単に石は確保出来た）また、熟達した兵士が使用した場合は弓よりも飛距離があった上、甲冑の上からでも衝撃が伝わったということで、多用されたらしい。
上泉信綱伝の兵書『訓閲集』の記述に、「塀の裏の棚に登り、塀に取りついた敵や登ってきた敵に対し、弓や石打ちをする。口伝あり」とある他、「陰地（伏兵がいそうな隠地）に向かって、弓や石打ちをし、声をあげて、追い立てる」旨の記述がみられる。弓の代用として扱われた記述であり、守城戦として用いられる。
近年の研究によって、戦場では、弓矢、鉄砲に次ぐ兵器として、盛んに使われたとされている（注文も参照。軍忠状との比較研究による）。近代では、石の代わりに火薬や油壺を投げたりもされた（安保闘争などで、過激派が火炎瓶、投擲爆弾、発煙筒などでも使用したとされる）。
近世の城郭では、印地用の石を城内に蓄積している（『訓閲集』にも石打ち用の石の備えに関する記述がみられる）。

## 行事としての印地
印地による紛争や行事は、印地、印地打ち、印地合戦、石うち、石合戦、向かいつぶて、向かいつぶて合戦などと呼ばれる。正月や5月5日に印地を行う行事が存在した。子供の遊びや慣習としても存在した。
例として、千葉県富浦町（現南房総市）・埼玉県寄居町・香川県三木町は5月5日、愛知県名古屋市の熱田神宮・岩手県遠野市・福島県平市（現いわき市）・栃木県足利市などは正月15日、その他、牛頭天王社は6月、7月に行う地域も見られるとされる。「豊凶を占う行事」としての性格も見られ、「勝った村の方が豊作になる」としていたり、「投石が水田にはね込むのを豊年の吉兆」とする。田植神事における小石は種の見立てと見られ、伊勢神宮の田遊びの次第が描かれた文書『建久三年皇太神宮年中行事』（1192年）では、5月下旬、神職が「御種（おたね）」と呼ばれる9個の小石を田にまく所作をした後、諸々の行い・祝言を伝え、最後に「年（とし）の実」と呼ばれる小石（収穫物のシンボル）を受け取る。
5月5日に大勢の子供が集まり、合戦をまねて二手に分かれて石を投げ合う行事は、大人たちもこれに参加していたが、負傷や死亡も相次いでいたという。近代は子供の遊びとなり、現代では廃れてしまっている。

## 印地が登場する作品など
- 椿説弓張月（曲亭馬琴）
- 公家侍秘録（高瀬理恵）
- 武蔵を仆した男（新宮正春）
- タイムスクープハンター セカンドシーズン第9回「石つぶて　紛争調停人」 - 室町時代に庶民同士の喧嘩で発生した石合戦をテーマにしている。石もっこを使用する場面も。
- クレヨンしんちゃん 嵐を呼ぶ アッパレ!戦国大合戦
- タクティクスオウガ 運命の輪
- 落第忍者乱太郎（尼子騒兵衛）
- 十三人の刺客 (2010年の映画) - 刺客の1人が縄を用いた印地を駆使する

## 備考
- 射程500メートルのライフルが出現した段階で、騎兵・槍兵が戦場から消える[16]。この段階で武人の時代が消えることを意味するが、投石の場合も、投石器を用いて飛距離が450メートルであり[17]、また風に左右されやすい点は弓矢と同じであり、正確な射撃を考えれば、射程はさらに短くなる。投石が戦場で活躍できたのは火縄銃の時代までである（現代の学生運動などの非正規戦は除く）。
- 『鸚鵡籠中記』の記述として、「元禄8年（1695年）正月15日に熱田社で行われた印地打ちの際、2人を斬り殺した男が、その傷が元で半年後に亡くなった」と記録されているが、この間、何の復讐も受けず、また司直の追求が無かったことからも、祭りの際の印地打ちの場で起こった喧嘩口論はたとえそれが殺害にまで至った場合でも、その場のみのこととして処理され、場（無縁・公界の場、一種のアジール）の外には持ち出されなかった[18]。
- 絵画資料としては、『月次祭礼図』（東京国立博物館蔵）に見られ、川を挟んで（礫が多い場）、縄や棒を用いて投石する者や覆面をして加わろうとする輩が描かれている[19]。